# Centaurea fragilis
Centaurea fragilis là một loài thực vật có hoa trong họ Cúc. Loài này được Durieu mô tả khoa học đầu tiên năm 1847.